# A.P. Møller Skolen
A. P. Møller Skolen er det danske gymnasium i Slesvig by. Skolen blev indviet i september 2008 og er nu det danske mindretals 2. gymnasium, ved siden af Duborg-Skolen i Flensborg. Den er en gave til den danske folkedel i Sydslesvig og Skoleforeningen fra A.P. Møller Fonden med plads til ca. 625 elever. Skolens rektor er Jens Verdoner. Vicerektor er Annette Østergaard Munch.
A. P. Møller Skolen er på samme tid fællesskole (svarende til folkeskolens 7. til 10. klasse) for Slesvig-Rendsborg-området og gymnasieoverbygning (11. til 13. årgang svarende til 1.g til 3.g) for hele det sydlige Sydslesvig. Mens eleverne i fællesskolen kommer fra de danske skoler i Slesvig, Rendsborg og til dels også Treja, vil gymnasieeleverne komme fra fællesskoledistrikterne omkring Slesvig, Husum og Egernførde samt til dels Sønder Brarup.
Skolens undervisningssprog er dansk. En studentereksamen fra A. P. Møller Skolen giver samme rettigheder til videre studium i Danmark som enhver anden dansk almen studentereksamen.
Meddelelsen om gaven blev givet den 18. maj 2006. Grundstensnedlæggelsen fandt sted den 3. maj 2007. Den 1. september 2008 overdrages skolen af giveren, Mærsk Mc-Kinney Møller, under overværelse af blandt andre Hendes Majestæt Dronning Margrethe den Anden af Danmark.
Skolen er placeret på et ca. 10 hektar stort, grønt område med navn Friheden (på tysk Auf der Freiheit) ved siden af Holm Nor og Møllebækkens munding i Slien i Slesvig. Området er et tidligere kaserneområde. Herfra er der en smuk udsigt over Slien ned mod Hedeby og til domkirken i Slesvig.
Den 14.600 kvadratmeter store bygning står i gule, specialfremstillede mursten, kobber og granit, og er tegnet af arkitekt Mads Møller fra arkitektfirmaet C.F. Møller i Århus. Skolens aula prydes af lysskulpturen »Tellurium« af den islandske kunstner Olafur Eliasson.
I januar 2013 dannede skolen kulissen for optagelserne til et nyt afsnit af den populære tyske tv-krimiserie Tatort.

## Rektorer
- 2006-2021 Jørgen Kühl
- 2022-  Jens Verdoner[1]